# Selenocosmia strenua
Selenocosmia strenua é uma espécie de aranha pertencente à família Theraphosidae (tarântulas).